# Rouge Baiser
Rouge Baiser je francouzský hraný film z roku 1985, která režírovala Véra Belmont. Snímek měl světovou premiéru 27. listopadu 1985.

## Děj
Paříž v roce 1952. Nadia je rebelující patnáctiletá puberťačka. Spolu s několika kamarády je aktivistkou komunistické mládeže. Během demonstrace, kde je zraněna, se setkává se Stéphanem, mladým fotografem Paris Match. Tak začíná milostný příběh. Nadiiny politické názory a pocity jsou otřeseny. Zejména od chvíle, kdy se do Paříže vrací Moishe, bývalá velká láska jeho matky, který byl v SSSR vězněn v táboře na Sibiři. Když zaslechne rozhovor mezi její matkou a Moishem, zjistí, že by klidně mohla být jeho dcerou.

## Obsazení
| Charlotte Valandrey  | Nadia                  |
| Lambert Wilson       | Stéphane               |
| Marthe Keller        | Bronka                 |
| Laurent Terzieff     | Moishe, milenec Bronky |
| Günter Lamprecht     | Hersche, manžel Bronky |
| Laurent Arnal        | Roland                 |
| Audrey Lazzini       | Henriette              |
| Elsa Lunghini        | Rosa                   |
| Isabelle Nanty       | aktivistka Jeanine     |
| Riton Liebman        | aktivista Joël         |
| Audrey Lazzini       | Henriette              |
| Yves Nadot           | André                  |
| Jodi Pavlis          | Marion                 |
| Pascal Guiomar       | Gaby                   |
| Corinne Juresco      | Pierrette              |
| Anne Dumas           | Viviane                |
| Deborah Cohen        | Rosette                |
| Lionel Rocheman      | pan Victor             |
| Georges Staquet      | policejní inspektor    |
| Francis Lax          | nespokojený klient     |
| Jean-Louis Foulquier | parašutista            |

## Ocenění
- Mezinárodním filmovém festivalu v Berlíně: Stříbrný medvěd pro nejlepší herečku (Charlotte Valandrey)
- César: nominace na nejslibnější herečku (Charlotte Valandrey)